# Home (film, 2009)
Pour les articles homonymes, voir Home.
Pour plus de détails, voir Fiche technique et Distribution.
Home est un  documentaire sorti en 2009, écrit et réalisé par Yann Arthus-Bertrand et produit par Luc Besson.
Ce film de 90 minutes dans sa version courte (télévision, DVD et Internet) et de 120 minutes dans sa version longue (cinéma) développe le lien qui unit l'homme à la Terre. Conçu comme un carnet de voyages, il est constitué uniquement d'images aériennes et d'une voix off.
Il a eu la particularité d'être diffusé gratuitement sur Internet en français, anglais, espagnol, portugais, allemand et arabe, et cela dès sa sortie le 5 juin à minuit dans le cadre de la Journée mondiale de l'environnement, sur la page YouTube qui lui est consacrée.
La réalisation de Home représente un budget de 12 millions d'euros, dont 10 couverts par le groupe PPR.

## Thème du film
Home est un documentaire sur l'état de la Terre vue du ciel, qui montre la pression que l'homme fait subir à l'environnement et les conséquences que cela entraîne sur le changement climatique. Yann Arthus-Bertrand ne le présente pas comme un film catastrophe mais comme un message d'espoir, en rappelant qu'il reste 10 ans pour agir. Les thèmes abordés sont tous en relations avec l'environnement : le manque d'eau, la déforestation, la fonte des glaces ou encore l'épuisement des ressources naturelles.

## Fiche technique
- Musique : Armand Amar
- Scenario : Isabelle Delannoy, Yann Arthus-Bertrand, Denis Carot, Yen Le Van
- Texte : Isabelle Delannoy, Tewfik Fares
- Montage : Yen Le Van
- Producteur : Denis Carot, Luc Besson, François-Henri Pinault
- Distribution : EuropaCorp Distribution  - 20th Century Fox Film Corporation
- Budget : 12 millions d'euros
- Format : couleur • 1.85 : 1 • 35mm - Video (HDTV)
Dolby Digital • DTS
- Langue : français

## Diffusion
Home est le premier film à sortir le même jour dans 181 pays et sur tous les médias.
Le 5 juin 2009, à l'occasion de la Journée mondiale de l'environnement, le film est à la fois projeté en plein air au Champ de Mars à Paris, devant plus de 25 000 personnes, et diffusé à la télévision sur France 2, devant plus de 8,3 millions de  téléspectateurs[réf. nécessaire]. Sur la chaîne, le film est suivi en deuxième partie de soirée d'un débat animé par Yves Calvi, « Comment sauver la planète ? ».
En Suisse, le film a été diffusé dans la soirée du 5 juin 2009 sur la chaîne HD Suisse à 20 heures. Au Portugal, le film a été diffusé le 5 juin 2009 à 20 h 35 (heure locale) sur la chaine publique RTP2.  

## Narrateurs
- Jacques Gamblin : version cinéma en français
- Yann Arthus-Bertrand : version télévision en français
- Salma Hayek : version hispanophone
- Glenn Close : version anglophone
- Isabella Rossellini : version italienne
- Zhou Xun : version chinoise[7]

## Critiques

### Choix de la date de diffusion
En France, la diffusion du film sur France 2 l'avant-veille des élections européennes de 2009 est critiquée par certains hommes politiques qui estiment que le film a participé au succès des listes du rassemblement politique Europe Écologie,. La chaîne s'est défendue en soulignant que la date de diffusion du film avait été décidée bien avant celle des élections européennes, en fonction de celle de la Journée mondiale de l'environnement et que les sondages successifs montrent que les intentions de vote pour la liste écologiste étaient déjà montées à 10% la veille de la diffusion du film.
Le Monde précise que Jean-Louis Borloo a, peu avant le début des élections européennes, demandé par courrier « aux préfets de région de veiller à la diffusion, sur leur territoire, du film Home, d'Yann Arthus-Bertrand, « un appel à la prise de conscience écologique en matière de réchauffement climatique » » et qu'une « copie du film accompagn[ait] le courrier ».

### Contenu et montage financier
Le montage financier du film, principalement grâce au sponsoring de Pinault-Printemps-Redoute, suscite des interrogations sur le message du film, et sur la nature des relations entre Arthus-Bertrand et son association GoodPlanet et ses sponsors. La participation financière de la Fondation du Qatar a également été critiquée.
Pour la rédaction du mensuel La Décroissance, très critique à l'égard de l'action de Yann Arthus-Bertrand, « des puissances économiques et politiques considérables agissent en sous-main pour que Yann Arthus-Bertrand présente son option « capitalo-compatible » ». Selon son rédacteur en chef, Paul Ariès, le film présenterait les technologies vertes comme la solution, ce qui aurait pour conséquence de condamner les pays les plus pauvres - qui ne peuvent pas se les payer - tout en exonérant les plus riches.

### Reproches artistiques
Le site Critikat, rapprochant les œuvres de genres, de styles et de thèmes pourtant bien différents, éreinte le documentaire. Le comparant au méconnu Koyaanisqatsi, le critique Sébastien Chapuys l'accuse à la fois d'être un plagiat médiocre et moralisateur du film expérimental de 1982' et d'en être à l’opposé. Le site pointe aussi le financement de Home, à travers des entreprises riches et de l'état.

### Question des droits d'auteur
Le soir de la projection du film, Yann Arthus-Bertrand a déclaré sur France 2 : « il n’y a pas de droits, n’y a pas de copyright, montrez-le à un maximum de gens ». Cette affirmation est sujette à caution car en l'absence de mention contraire sur le support, le film ne peut pas être libre de droits,.

## Nominations
- César du meilleur film documentaire 2010